# Porcia
Porcia is een gemeente in de Italiaanse provincie Pordenone (regio Friuli-Venezia Giulia) en telt 14.316 inwoners (31-12-2004). De oppervlakte bedraagt 29,5 km², de bevolkingsdichtheid is 489,6 inwoners per km².
De volgende frazioni maken deel uit van de gemeente: Palse, Pieve, Rondover, Rorai Piccolo, Sant'Antonio, Spinazzedo, Talponedo.

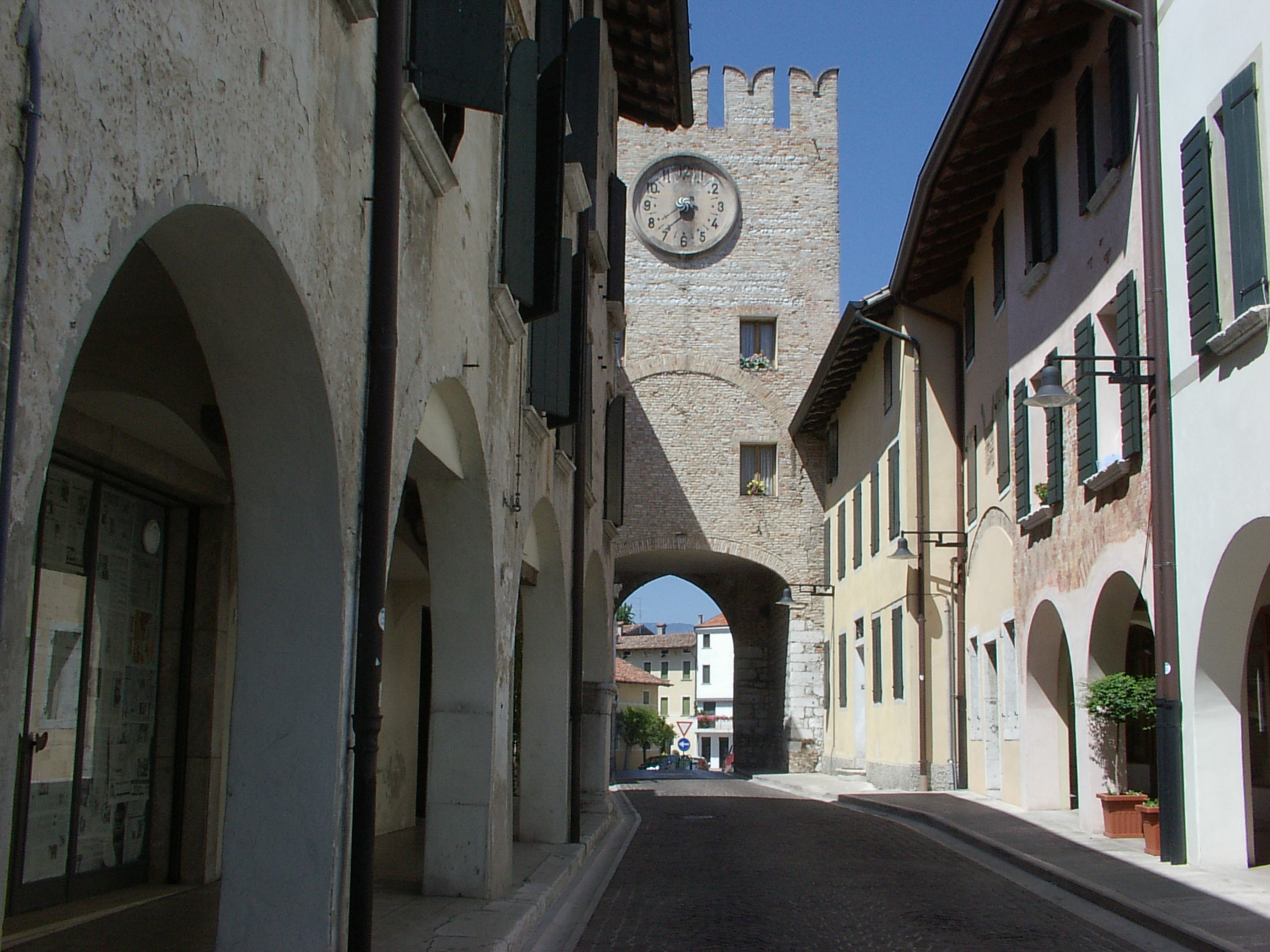
Toren van Porcia
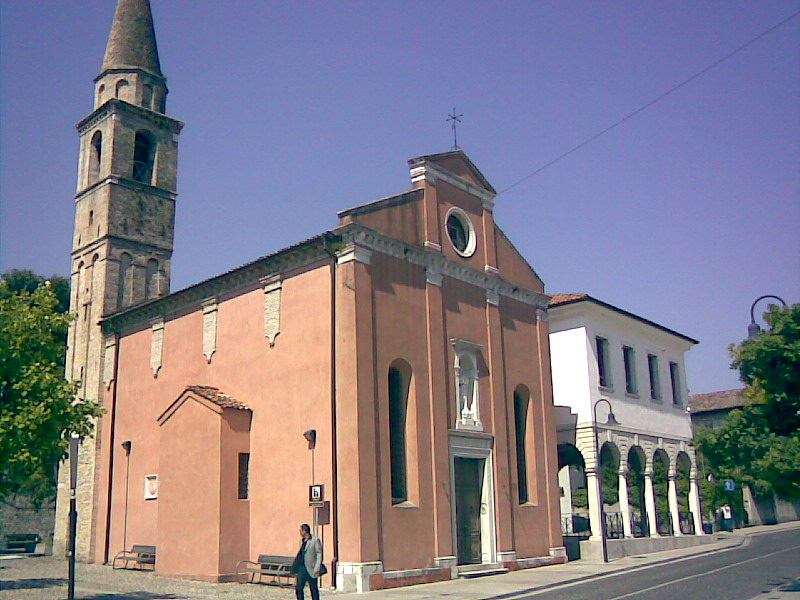
Kerk Beata Vergine Assunta, Porcia

## Demografie
Porcia telt ongeveer 5588 huishoudens. Het aantal inwoners steeg in de periode 1991-2001 met 4,1% volgens cijfers uit de tienjaarlijkse volkstellingen van ISTAT.
| Jaar | Inwoneraantal |
| ---- | ------------- |
| 1991 | 13.086        |
| 2001 | 13.616        |

## Geografie
De gemeente ligt op ongeveer 29 m boven zeeniveau.
Porcia grenst aan de volgende gemeenten: Brugnera, Fontanafredda, Pasiano di Pordenone, Pordenone, Prata di Pordenone, Roveredo in Piano.
De plaats ligt centraal tussen de gedeeltelijk oost-west verlopende A28 en de SS13 autowegen.